# Zygogynum
Zygogynum é um género de plantas com flor pertencente à família Winteraceae que agrupa cerca de 45 espécies de arbustos lenhosos nativos da Australásia.

## Descrição
Zygogynum é um género de planta da família Winteraceae, com centro de diversidade na Nova Caledónia, onde ocorrem 19 espécies polinizadas principalmente por escaravelhos e traças. Outras espécies são nativas da Nova Guiné (21 espécies), do Arquipélago Bismarck (1 espécie), das Ilhas Salomão (2 espécies), da Ilha Lord Howe (1 espécie) e de Queensland (2 espécies).
Zygogynum é interessante por ter a maior variedade no número de estames de qualquer género: tão poucos como três ou tantos como 370; uma diferença de 123 vezes no número de estames. O número de carpelos pode variar de um a cinquenta.

## Taxonomia
Na sua presente circunscrição taxonómica o género inclui 45 espécies validamente descritas:
- Zygogynum acsmithii Vink – sudeste da Nova Caledônia
- Zygogynum amplexicaule (Vieill. ex P.Parm.) Vink – norte e oeste da Nova Caledônia
- Zygogynum archboldianum (A.C.Sm.) Vink – oeste da Nova Guiné
- Zygogynum argenteum (A.C.Sm.) Vink – Nova Guiné
- Zygogynum baillonii Tiegh. – sudeste da Nova Caledônia
- Zygogynum bicolor Tiegh. – centro da Nova Caledônia
- Zygogynum bosavicum Vink – Nova Guiné
- Zygogynum bullatum (Diels) Vink – Mt. Stolle, Nova Guiné
- Zygogynum calophyllum (A.C.Sm.) Vink – Nova Guiné
- Zygogynum calothyrsum (Diels) Vink – Nova Guiné
- Zygogynum clemensiae (A.C.Sm.) Vink – Nova Guiné
- Zygogynum comptonii (Baker f.) Vink - norte da Nova Caledônia
- Zygogynum crassifolium (Baill.) Vink – Nova Caledônia
- Zygogynum cristatum Vink – centro da Nova Caledônia
- Zygogynum cruminatum Vink – Nova Guiné
- Zygogynum cyclopensis Vink – Nova Guiné
- Zygogynum fraterculus Vink – Nova Caledônia
- Zygogynum haplopus (B.L.Burtt) Vink – Ilhas Salomão
- Zygogynum howeanum (F.Muell.) Vink – Ilha Lord Howe
- Zygogynum ledermannii (Diels) Vink – Nova Guiné
- Zygogynum longifolium (A.C.Sm.) Vink – Nova Guiné e Arquipélago Bismarck
- Zygogynum mackeei Vink – norte da Nova Caledônia
- Zygogynum megacarpum (A.C.Sm.) Vink – oeste da Nova Guiné
- Zygogynum montanum (Lauterb.) Vink – leste da Nova Guiné
- Zygogynum oligocarpum (Schltr.) Vink - leste da Nova Guiné
- Zygogynum oligostigma Vink – centro da Nova Caledônia
- Zygogynum pachyanthum (A.C.Sm.) Vink – Nova Guiné
- Zygogynum pancheri (Baill.) Vink – centro-leste e sudeste da Nova Caledônia
- Zygogynum pauciflorum (Baker f.) Vink – Mont Panié, norte da Nova Caledônia
- Zygogynum polyneurum (Diels) Vink – oeste da Nova Guiné
- Zygogynum pomiferum Baill. – norte e centro da Nova Caledônia
- Zygogynum queenslandianum (Vink) Vink – nordeste da Austrália
- Zygogynum schlechteri (Guillaumin) Vink – sudeste da Nova Caledônia
- Zygogynum schramii Vink – oeste da Nova Guiné
- Zygogynum semecarpoides (F.Muell.) Vink – nordeste da Austrália
- Zygogynum sororium (Diels) Vink – Schrader Range, leste da Nova Guiné
- Zygogynum staufferianum Vink – leste da Nova Guiné
- Zygogynum stipitatum Baill. – norte e centro da Nova Caledônia
- Zygogynum sylvestre (A.C.Sm.) Vink – Nova Guiné
- Zygogynum tanyostigma Vink – Mont Panié, norte da Nova Caledônia
- Zygogynum tieghemii Vink – centro e sudeste da Nova Caledônia
- Zygogynum umbellatum (Ridl.) Vink – Nova Guiné
- Zygogynum vieillardii Baill. – centro e sudeste da Nova Caledônia
- Zygogynum vinkii F.B.Sampson – centro da Nova Caledônia
- Zygogynum whitmoreanum Vink – Ilhas Salomão